# Castelo de Bouzov

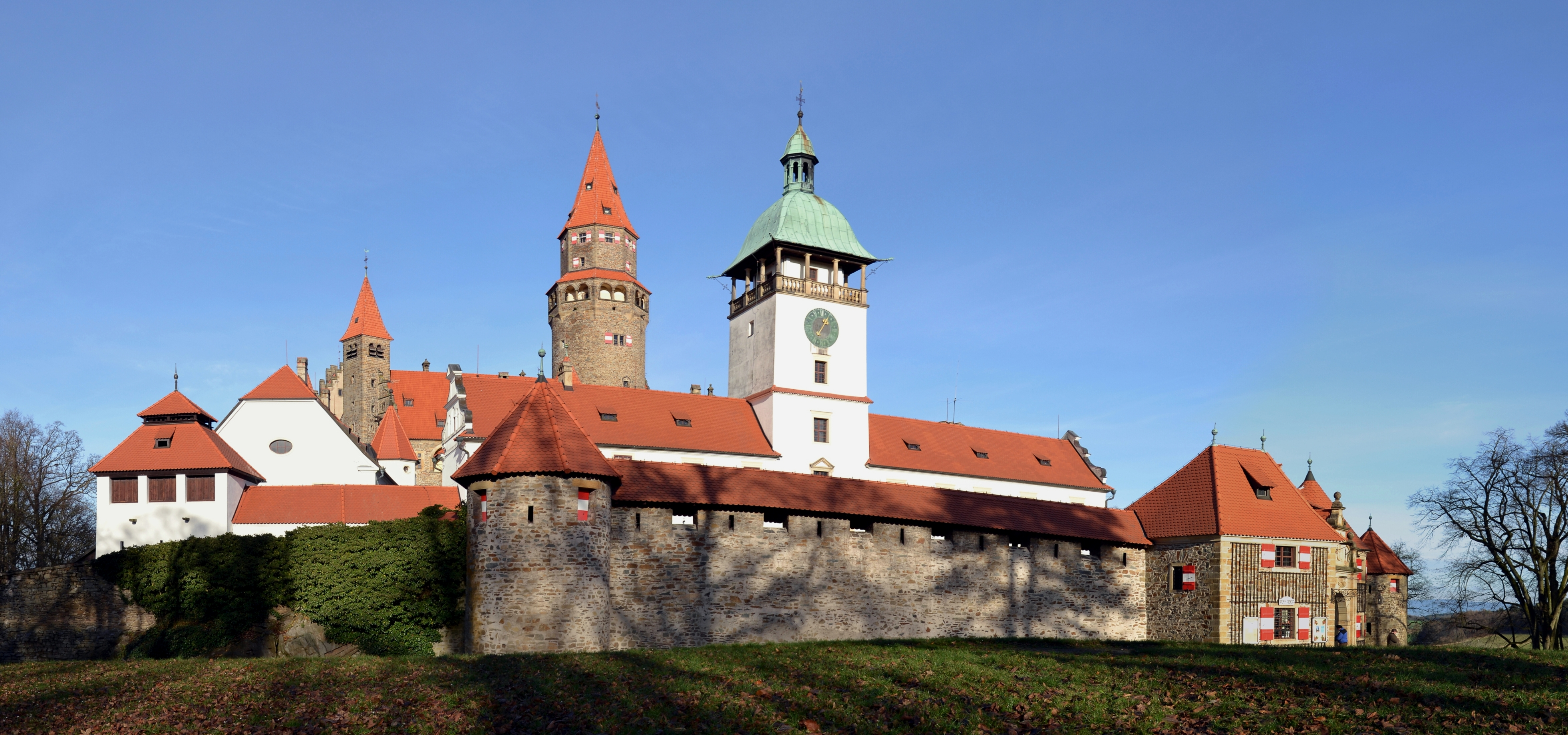
Catelo de Bouzov

O Castelo de Bouzov (Língua tcheca: Hrad Bouzov) é um castelo localizado na vila de Bouzov, fica 30 km a noroeste de Olomouc, República Checa. Ele foi construído no Século XIV. Que foi mencionada pela primeira vez em 1317.